# Blechnum castaneum
Blechnum castaneum är en kambräkenväxtart som beskrevs av Mak. och Nemoto. Blechnum castaneum ingår i släktet Blechnum och familjen Blechnaceae. Inga underarter finns listade.